# Ermita de la Mare de Déu de Loreto (Vistabella del Maestrat)
L'ermita de Nostra Senyora de Loreto de Vistabella del Maestrat, a la comarca de l'Alt Maestrat, és un lloc de culte declarat genèricament com Bé de Rellevància Local, segons la Disposició Addicional Cinquena de la Llei 5/2007, de 9 de febrer, de la Generalitat, de modificació de la Llei 4/1998, d'11 de juny, del Patrimoni Cultural Valencià (DOCV Núm. 5.449 / 13/02/2007), amb codi d'identificació: 12.04.139-006.
Es tracta d'una ermita construïda al segle xvi seguint els cànons de l'art gòtic tardà. Destaca arquitectònicament la seva volta de creueria estrelada, que presenta decoració de pintures murals, i el porxo que té adossat el seu frontal.
Es localitza dins de l'actual nucli urbà, en la part oest en el carrer del Raval de Nostra Senyora de Loreto, prop de l'antic cementiri templer.
És una ermita exempta, construïda a la fi del segle xvi, sobre una plataforma de pedra embaranada per fer front al desnivell del carrer, per la qual cosa s'accedix a ella per unes curtes escales. És considerada la capella o oratori de la família Polo-Bernabé.
Presenta planta quadrangular, amb murs de fàbrica de carreus en la façana principal, cantonades i obertures, mentre que la resta utilitza maçoneria, sostre a dues aigües, cobert per teules i sota els ràfecs laterals presenta triple filada de maons. Té atri d'entrada amb dues columnes cilíndriques amb capitells, que descansen en un muret d'obra, mentre serveixen de suport a la teulada, novament a dues aigües, amb teules en la part exterior i bigues de fusta en la part de dins. La façana es remata amb una espadanya per a una campana. Malgrat tenir l'atri no presenta en aquesta façana la porta d'entrada, sinó que compta amb dos accessos, un per cada lateral, consistent en portes de fusta llaurades, per la qual cosa en la façana existeix una gran finestra baixa amb reixes.
Respecte al seu interior, en ell destaca la decoració de sanefes florals, així com els trets d'un gòtic de transició. En l'altar està la imatge de la Mare de Déu de Loreto. La festivitat d'esta advocació de la Mare de Déu se celebra el 8 de setembre, i com a acte religiós a destacar és la celebració de culte en l'ermita, mentre que la resta de l'any roman tancada.